# Pakundia
Pakundia è un sottodistretto (upazila) del Bangladesh situato nel distretto di Kishoreganj, divisione di Dacca. Si estende su una superficie di 180,52 km² e conta una popolazione di 250.060  abitanti (censimento 2011).